# 各国人权报告
《各国人权报告》，又译为《国别人权报告》，是美国国务院每年向美国国会提交的关于美国以外国家和地区年度人权状况报告。 这些报告涵盖了国际公认的《世界人权宣言》提出的个人权利、公民权利、政治权利和工人权利。第一份报告涵盖1976年，发表于1977年。
中华人民共和国国务院新闻办公室发布年度报告《美国的人权纪录》回应《国别人权报告》。截至2016年4月美國國務院發表2015年度《国别人权报告》為止，在《国别人权报告》的40年歷史上，俄羅斯、中華人民共和國、敘利亞、伊拉克、古巴、朝鮮民主主義人民共和國、越南、巴基斯坦等非美國盟友的國家「往往是名單上的常客」。

## 質疑
2006年3月9日，德國之聲在评论2005年度《国别人权报告》时认为，由于关塔那摩湾拘押中心虐囚事件、美國中央情報局東歐黑監獄、美國中央情報局以非法手段逮捕和押送恐怖活動犯罪嫌疑人的種種作為，美国在人权问题上的公信力正在不断下降；只要关塔那摩湾拘押中心囚犯不經任何司法程序就被常年關押的現狀不改變，那些踐踏人權的國家就可以對美國的批評充耳不聞。
2007年倫敦大學伯貝克學院教授科斯塔斯·杜茲納的著書《人權與帝國︰世界主義的政治哲學》（Human Rights and Empire: The Political Philosophy of Cosmopolitanism）指出，「美國頒佈關於全世界侵犯人權行為的詳盡國家報告，並利用它們作為貿易、援助和外交談判討價還價的籌碼；它們的準確性是有爭議的」，尷尬且矛盾的現實是「藐視大國對於它們（人權）的解釋，不再意味著國際論壇上的外交譴責和為了媒體利益的戲劇性抨擊，而是意味著轟炸、入侵和佔領」，伊拉克戰爭已經顯示「人權可能是至高無上的，人卻不是」。
2014年，諾貝爾和平獎得主阿道弗·佩雷斯·埃斯基維爾與梅里德·科雷根·麥奎爾寫給人權觀察的公開信批評，美國身為超級大國，經常違反國際法從事軍事行動，威脅世界和平，卻不會被譴責侵害人權。
2016年4月28日，夏威夷大學馬諾阿分校美國研究所博士生劉羿宏指出，「美國國務院言之鑿鑿地譴責以色列國防軍的『過度武力』，但同時持續提供並鞏固那樣的『過度武力』；即便《各國人權報告》點名行兇者，美國政府對行兇者的援助絲毫不受牽制」，「我們必須對人權論述保持警戒——尤其當『人權報告』的撰寫者也就是軍火之王時」。
2020年3月13日，中华人民共和国国务院新闻办公室发布《2019年美国侵犯人权报告》，导言以2019年4月15日美国国务卿迈克·蓬佩奥的名言“我们撒谎，我们欺骗，我们偷窃……这才是美国不断探索进取的荣耀”为开头，提及“美国号称人权立国，以世界人权卫士自居，以自身对人权的狭隘理解为框架，以称霸全球的核心利益为标尺，每年根据捕风捉影、道听途说的材料拼凑出年度国别人权报告，对不符合其战略利益的国家和地区的人权状况肆意歪曲贬低，却对自身持续性、系统化、大规模侵犯人权的斑斑劣迹置若罔闻、熟视无睹”。
2021年3月30日美國國務院發表的2020年度《國別人權報告》首次明文指出在新疆發生了種族滅絕和反人類罪，但中華人民共和國政府多次否認這些指控。
2021年6月，哥倫比亞大學教授傑佛瑞·薩克斯說，美国在经济权利、少数族裔权利和干涉他国内政方面存在侵犯人权问题，却无视自身侵犯人权的问题，反而带着偏见批评他国人权；如果有关于人权的问题和关切被提出来，应该由联合国人权理事会来解决，而不是由任何国家单方面采取行动。2021年6月23日，中華人民共和國外交部發言人趙立堅加碼抨擊，长期以来，美国一边自诩“人权楷模”、一边无视自身触目惊心的人权纪录，肆无忌惮在人权问题上玩弄双重标准，将人权作为维护自身霸权、干涉他国内政的工具；他以土爾沙種族屠殺呼籲美國，“当美国以人权议题为武器，试图捏造谎言对他国指手画脚、搞政治操弄的时候，请不要忘记塔尔萨非洲裔的冤魂，不要忘记美国种族歧视和冲突的伤痛远未抚平”。
2021年12月5日，中華人民共和國外交部網站發表《美國民主情況》，批評“环顾被美国强行‘推销’价值观的国家，真正的民主、自由、人权不见踪迹，持久混乱、发展停滞和人道主义灾难却随处可见”。
2022年4月15日，美洲玻利瓦爾聯盟發表聲明，《國別人權報告》是美國對其他國家內政的粗暴干涉，美洲玻利瓦爾聯盟對此表示嚴厲譴責、並願為各國人民的人權得到充分尊重而不斷努力。声明说，美国作为《國別人權報告》发布者，却对古巴实施长达60年的非法经济、金融和贸易封锁；特别是在2019冠狀病毒病全球疫情之下，美国仍不断实施单边主义制裁行为，严重侵犯其他国家人民的人权。
2022年4月21日，芝加哥大學教授汪志雄說，美國習慣指責他國的人權問題，卻無視自己國內「少數族裔飽受歧視、婦女面臨嚴重暴力、弱勢群體處境艱難、移民遭受非人道對待」；這種「自以為天」的美式雙標，呼應了美國用對自由人權的狹隘理解為框架，以稱霸全球的核心利益為標尺，每年利用捕風捉影、道聽塗說的材料拼湊出的《国别人权报告》，肆意歪曲貶低不符合其戰略利益的國家和地區的人權狀況，對自身持續性、系統化、大規模侵犯人權的斑斑劣跡視若無睹。
2023年2月27日，中华人民共和国外交部部长秦刚在联合国人权理事会高级别会议表示，各国历史文化传统、具体国情、人民诉求千差万别，世界上不存在“定于一尊”的人权保障模式，各国自主选择人权发展道路的权利必须得到尊重，照搬照抄别国模式只会水土不服，将别国模式“强加于人”更会贻害无穷。
2023年3月21日，墨西哥總統安德烈斯·曼努埃尔·洛佩斯·奥夫拉多尔批評，《國別人權報告》充斥著謊言，是「純粹的政治行為」；美國不想放棄門羅主義，仍然堅信美國政府是世界政府。3月22日，洛佩斯再批，《國別人權報告》僅由美國國務院的一個「小部門」製作，並無依據；美國擅長使用誹謗等手段，不改陳舊、過時的政策，繼續「介入他國公共生活」。
2023年3月24日，土耳其外交部聲明稿批評，《國別人權報告》完全出於政治動機，缺乏客觀性；呼籲美國，關注自身人權紀錄。
2025年8月14日，香港政府對美國《2024年各國人權報告》中涉及香港的不實和偏頗內容表示強烈不滿，並明確反對美國對「一國兩制」成功實踐的肆意詆譭。